# Kevin Eastman
Kevin Eastman, né le 30 mai 1962 à Portland, Maine (États-Unis), est un scénariste, dessinateur et éditeur de comics, il est aussi parfois acteur et producteur américain. Il est avant tout connu comme l'un des créateurs du comics Tortues Ninja en 1984.

## Biographie
Kevin Eastman naît le 30 mai 1962 à Portland dans le Maine mais passe son enfance à Groveville avec ses trois sœurs Marlene, Judy et Maryann. Il apprend à dessiner en autodidacte en imitant les artistes de comics, d'abord ceux des productions grand public comme Jack Kirby, Russ Heath et John Severin puis une fois à l'université en découvrant des auteurs moins classiques comme Richard Corben ou Vaughn Bodé. En 1980-81, ses premières bandes dessinées sont publiées chez de petits éditeurs indépendants. En 1982, il rencontre Peter Laird à Northampton. Tous deux se lient d'amitié et créent en 1983 leur maison d'édition nommée Mirage Studios pour publier leur création, Tortues Ninja à partir de 1984. Ce comics, en noir et blanc, attire rapidement l'attention des lecteurs et devient un des premiers succès sur le nouveau marché des magasins de comics. Eastman et Laird s'allient avec Mark Freedman pour développer des licences avec les tortues ninjas. Alors que les premières aventures étaient sombres et s'adressaient à un lectorat adolescent, les suivantes visent plus le jeune lectorat et les séries animées ou les films qui sont produits reprennent cette version des personnages et obtiennent ainsi un succès important.
Kevin Eastman rachète le magazine Heavy Metal. L'intérêt pour les tortues ninja retombe progressivement et en 2000, Eastman vend ses parts sur la création à Peter Laird. Celui-ci revend l'ensemble à Viacom en 2009. Cela n'empêche pas Eastman de retrouver Laird en 2019 pour une mini-série avec les tortues ninja intitulée the last Ronin reprenant un scénario inutilisé d'Eastman écrit en 1987 et l'adaptant pour l'époque actuelle. En décembre 2020, il travaille pour la première fois pour Marvel Comics en dessinant une courte histoire de Conan le barbare dans l'anthologie King-Size Conan.

### Vie privée
Kevin Eastman a été marié avec Julie Strain.

## Filmographie
Sauf indication contraire, les informations mentionnées dans cette section peuvent être confirmées par la base de données cinématographiques IMDb,  présente dans la section « Liens externes ».

### Acteur
- 1990 : Les Tortues ninja (Teenage Mutant Ninja Turtles) de Steve Barron : New York City Citizen
- 1996 : Day of the Warrior de Andy Sidaris : Harry
- 1997 : Guns of El Chupacabra (en) de Donald G. Jackson : King Allmedia
- 1997 : Hollywood Cops de Scott Shaw : Hack Saw
- 1998 : Crimes of the Chupacabra de Donald G. Jackson et Scott Shaw : King Allmedia
- 1998 : Lingerie Kickboxer de Donald G. Jackson, Scott Shaw et Julie Strain : ?
- 1998 : L.E.T.H.A.L. Ladies: Return to Savage Beach (en) de Andy Sidaris : Harry the cat
- 1999 : Armageddon Boulevard de Donald G. Jackson et Scott Shaw : King AllMedia
- 1999 : Wasteland Justice de Mike Tristano : Warrior
- 1999 : Ride with the Devil de Donald G. Jackson : Devil Child
- 2003 : The Rock n' Roll Cops (en) de Scott Shaw : Hack
- 2004 : Tales from the Crapper (en) de Gabriel Friedman, Chad Ferrin et Dave Paiko : Travis Dance
- 2014 : Les Tortues Ninja (Teenage Mutant Ninja Turtles) : Ice Cream Kitty (voix, saison 2, épisode 12)
- 2014 : Ninja Turtle (Teenage Mutant Ninja Turtles) de Jonathan Liebesman : Doctor (non crédité)
- 2016 : Ninja Turtles 2 (Teenage Mutant Ninja Turtles: Out of the Shadows) de Dave Green : le livreur de pizza
- 2023 : Ninja Turtles: Teenage Years (Teenage Mutant Ninja Turtles: Mutant Mayhem) de Jeff Rowe et Kyler Spears : un humain aidant Splinter (caméo vocal)

### Producteur
- 1997 : St. Patrick's Day de Hope Perello
- 2007 : Highlander : Soif de vengeance (Highlander: The Search for Vengeance) de Yoshiaki Kawajiri et Takuji Endo
- 2012 : War of the Worlds: Goliath de Joe Pearson
- 2018 : Redcon-1 (en) de Chee Keong Cheung

## Jeu vidéo
- 2000 : Heavy Metal: FAKK2 (Producteur)

## Distinctions
- 2022 : Inscrit au temple de la renommée Will Eisner[6]